# لوسیانو کاردنالی
لوسیانو کاردنالی (انگلیسی: Luciano Cardenali؛ زادهٔ ۳۰ ژوئن ۱۹۸۶) بازیکن فوتبال اهل آرژانتین است.